# Oliver Twist (1909)
Oliver Twist es una película de 1909 basada en la novela homónima de Charles Dickens y dirigida por James Stuart Blackton.

## Argumento
Oliver Twist (Edith Storey) es un niño huérfano al que llevan a un orfanato. Debido al mal tratamiento que se le da, un día decide escaparse a Londres.
Nada más llegar a la ciudad conoce a Artful Dodger quien le da acogida. Con la inocencia de un niño de 10 años, sin darse cuenta se adentra en una banda de chicos carteristas dirigido por el malvado Fagin (William Humphrey).